# أفانتو
أفانتو (Αφάντου) هي مدينة في دوديكانيسيا في مقاطعة جنوب إيجة في اليونان.
يبلغ عدد سكانها حوالي 5243 نسمة.

## توأمة
لأفانتو اتفاقيات توأمة مع:
- غومرسباخ